# Große Steine von Stenum

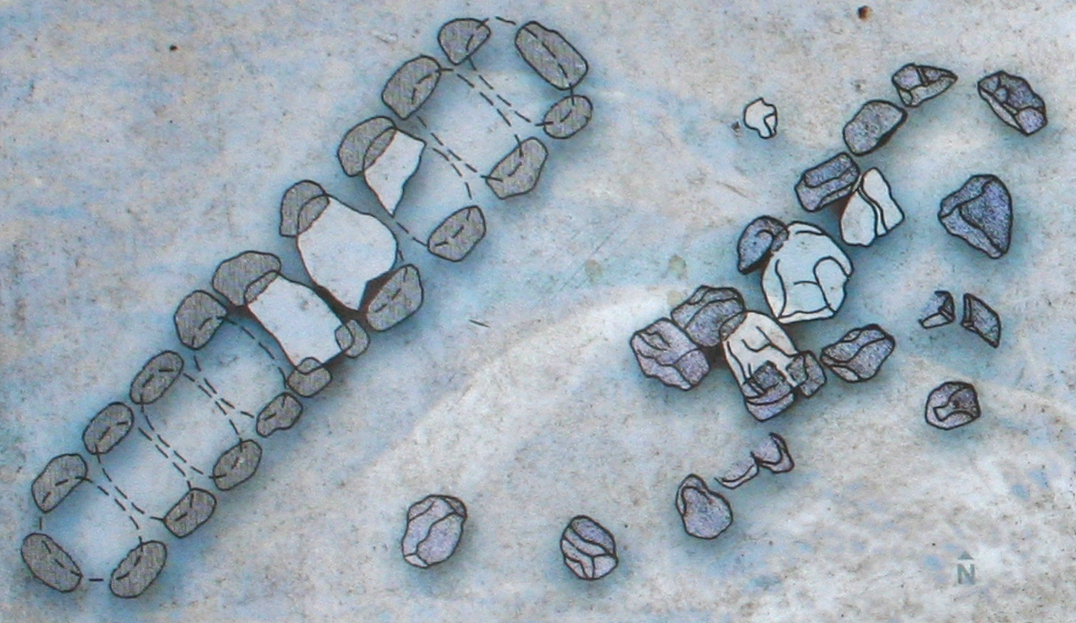
Grundriss der Anlage; links: Rekonstruktion, rechts: heutiger Zustand

Die Großen Steine von Stenum, auch Großsteingrab Stenum genannt, sind ein neolithisches Ganggrab mit der Sprockhoff-Nr. 930. Es entstand zwischen 3500 und 2800 v. Chr. und ist eine Megalithanlage der Trichterbecherkultur (TBK).

## Lage
Es liegt unter einer Eiche auf einer kleinen Anhöhe an der Straße Am Hünengrab (K 335) in der Ortschaft Stenum nördlich von Ganderkesee, im Landkreis Oldenburg in Niedersachsen.

## Beschreibung
Die gestörte, nordost-südwest-orientierte Kammer ist die nordöstlichste emsländische Kammer in Deutschland. Die 22,5 Meter lange und 1,8 Meter breite Steinkammer liegt koaxial in der vermutlich ovalen Einfassung, von der nur 13 Randsteine von (geschätzt) über 40 erhalten sind. Alle 30 Tragsteine sind erhalten, von den einst zwölf Decksteinen fehlen zehn. Die vermutete Länge der Einfassung beträgt etwa 28 Meter und ihre Breite etwa sieben Meter. Der drei Meter lange und einen Meter breite Zugang befindet sich auf der Südseite und liegt etwas außermittig.
Diese Monumente der Nordischen Megalitharchitektur liegen an der Straße der Megalithkultur.